# 布盧明鎮區 (北達科他州大福克斯縣)
布盧明鎮區（英語：Blooming Township）是位於美國北達科他州大福克斯縣的一個鎮區。

## 地方資料
布盧明鎮區的面積為90.27平方千米，當中陸地面積為89.42平方千米，而水域面積為0.85平方千米。根據2020年美國人口普查的數據，當地共有人口293人，而人口密度為每平方千米3.25人。